# Ocells aquàtics

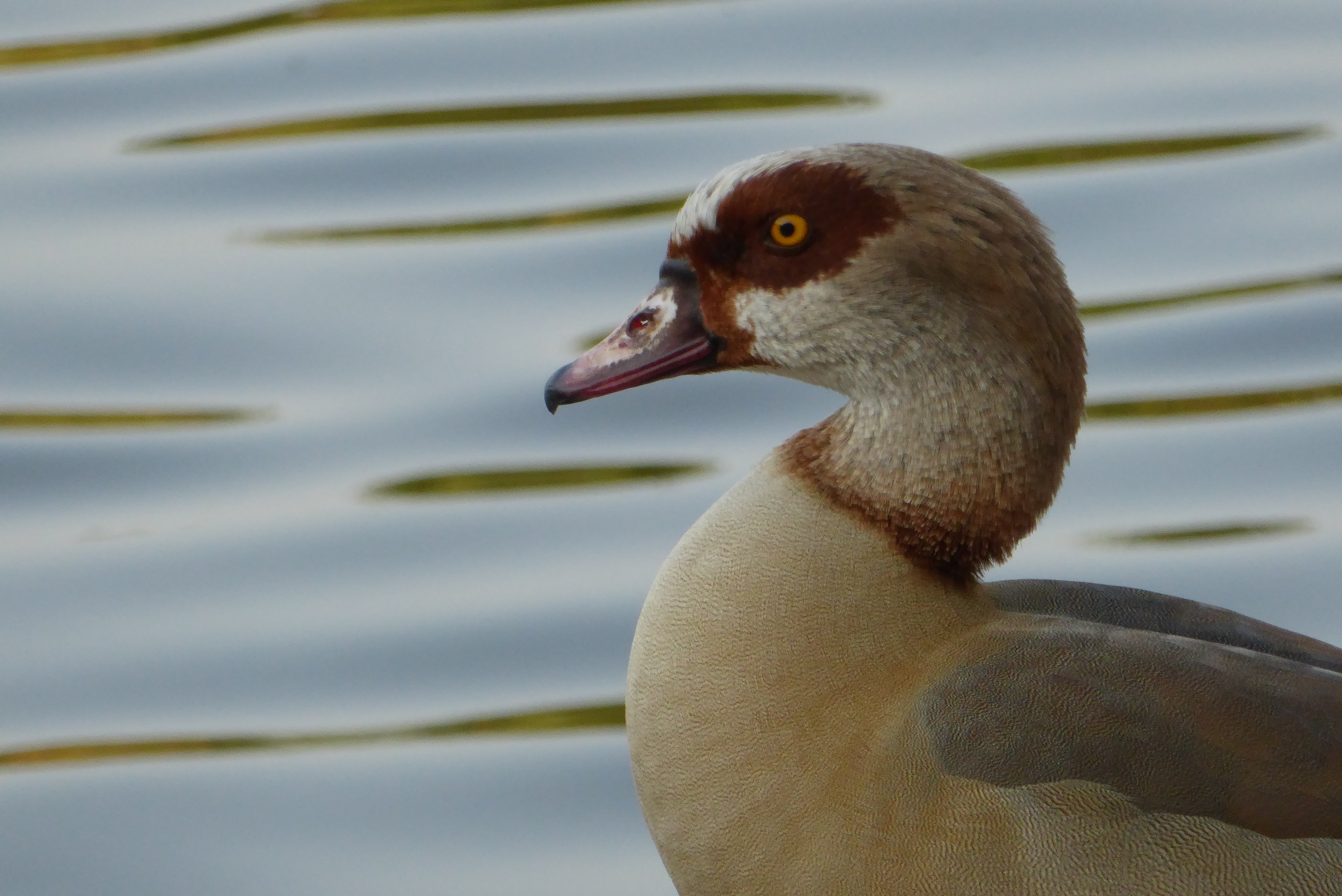
Ocells aquàtics

Els ocells aquàtics són espècies d'ocells que tenen l'hàbitat preferentment en aiguamolls o masses d'aigua. Generalment el nom s'aplica només als ocells que habiten en masses d'aigua dolça o salobre, incloent-hi aiguamolls, estanys i altres aigües costaneres restringides. El terme ocells marins s'utilitza generalment per a designar els que prefereixen la mar oberta.

## Concepte
La classificació no és clara, perquè entre les espècies d'ocells aquàtics amb diferents graus de dependència s'inclouen en relació amb els hàbitats aquàtics, que van des de les espècies que toleren la falta d'aigua fins a les estrictament dependents de l'existència d'aigües profundes i extenses.
Generalment els ocells aquàtics es caracteritzen per la presència d'adaptacions anatòmiques per al medi ambient aquàtic, com les potes palmades amb (aletes), potes allargades, ales adaptades per a la natació, becs llargs o en forma d'espàtula adaptada a l'alimentació en l'aigua, i la capacitat de bussejar i nedar sota l'aigua durant períodes més llargs o més curts. D'altra banda, com que no experimenten aquestes adaptacions anatòmiques, tot i dependre estrictament d'hàbitats aquàtics, com les àguiles pescadores i les espècies d'àguiles del gènere Haliaeetus, generalment no s'inclouen entre els ocells aquàtics.
De vegades el terme aquàtics s'utilitza en un context més ampli, i es refereix a tots els ocells, independentment de la seva anatomia, que habiten les zones humides o masses d'aigua dolça o salobre, o que depenen de les cadenes tròfiques almenys en una part del seu cicle anual. El terme s'utilitza en aquest últim sentit en l'Acord sobre la conservació dels ocells aquàtics migratoris afroeurasiàtics (AEWA).
Alguns exemples d'ocells aquàtics són: 
- Caradriformes
- Anseriformes (ànecs, oques, cignes i ocells similars)
- Podicipediformes
- Gaviiformes
- Ciconiiformes (cigonyes, agrons i similars)
- Pelecaniformes (pelicans)
- Phoenicopteriformes